# Masta Ace Incorporated
Masta Ace Incorporated est un groupe de hip-hop américain, originaire de Brooklyn, à New York. Il se compose initialement de Leschea, Lord Digga, Paula Perry, et des frères Eyce et Uneek.

## Biographie
Après s'être fait connaître dans la scène du rap comme membre de la Juice Crew et la publication de son premier album Take a Look Around, Masta Ace forme en 1992 le groupe Masta Ace Incorporated, également connu sous le nom The INC. Le groupe publie son premier album SlaughtaHouse, en 1993. L'album est un succès, et se classe 6e des Heatseekers, 32e des R&B Albums, et 134e du classement américain Billboard 200. Eyceurokk quitte le groupe après la sortie de SlaughtaHouse.
Leur deuxième album, Sittin' on Chrome, est publié 2 mai 1995. L'album, le single-titre Sittin' on Chrome, et les singles The I.N.C. Ride et Born to Roll extraits de l'album, atteignent les classements. Les deux premiers albums se composent de paroles agressives. Le groupe se sépare en 1996 à la suite de conflits entre Masta Ace, Lord Digga et Paula Perry.
Largement absent de la scène rap, Masta Ace revient en 2001 avec l'album solo Disposable Arts. Lors d'une interview sur XM Radio en 2006, Masta Ace déclare s'être réconcilié avec Lord Digga mais n'avoir pas encore retravaillé ni avec lui ni avec Paula Perry[réf. nécessaire]. En revanche, Leschea apparait sur Type I Hate, un morceau extrait de Disposable Arts et sur Bklyn Masala, un titre du troisième album solo de Masta Ace, A Long Hot Summer.
En 2010, leurs albums sont réédités.

## Discographie
- 1993 : SlaughtaHouse
- 1995 : Sittin' on Chrome